# Villa Nueva, Puebla
Villa Nueva är en ort i Mexiko.   Den ligger i kommunen Quimixtlán och delstaten Puebla, i den sydöstra delen av landet, 210 km öster om huvudstaden Mexico City. Villa Nueva ligger 2 114 meter över havet och antalet invånare är 224.
Terrängen runt Villa Nueva är kuperad åt sydväst, men åt nordost är den bergig. Runt Villa Nueva är det tätbefolkat, med 266 invånare per kvadratkilometer. Närmaste större samhälle är Huatusco de Chicuellar, 18,9 km sydost om Villa Nueva. I omgivningarna runt Villa Nueva växer i huvudsak blandskog.